# 福島家庭裁判所
福島家庭裁判所（ふくしまかていさいばんしょ）は、福島県福島市にある日本の家庭裁判所の一つで、福島県を管轄している。略称は、福島家裁（ふくしまかさい）。相馬・郡山・白河・会津若松・いわきに支部を、棚倉・田島に出張所を置いている。
福島家庭裁判所の支部は福島地方裁判所の支部に併設されている。また、支部・出張所には簡易裁判所が併設されている。

## 所在地
- 本庁：福島県福島市花園町5-38　北緯37度45分41.4秒 東経140度28分23.1秒 / 北緯37.761500度 東経140.473083度
東北新幹線, 山形新幹線, JR東北線, 奥羽線, 阿武隈急行線, 福島交通飯坂線 福島駅から徒歩30分
福島駅東口バスプール9番乗り場から1コース（宮下町経由）または2コース（曽根田経由）に乗り、「市役所前」下車
- 相馬支部：福島県相馬市中村字大手先48-1　北緯37度47分43.7秒 東経140度54分56.5秒 / 北緯37.795472度 東経140.915694度
- 郡山支部：福島県郡山市麓山1-2-26　北緯37度23分41.1秒 東経140度22分35.7秒 / 北緯37.394750度 東経140.376583度
- 白河支部：福島県白河市郭内146　北緯37度7分53.2秒 東経140度13分2.7秒 / 北緯37.131444度 東経140.217417度
- 会津若松支部：福島県会津若松市追手町6-6　北緯37度29分27.1秒 東経139度55分46.2秒 / 北緯37.490861度 東経139.929500度
JR磐越西線, 只見線, 会津鉄道会津線 会津若松駅から徒歩30分
会津若松駅前バス停から「三の丁」または「鶴ヶ城」下車 徒歩5分, もしくは「鶴ヶ城・合同庁舎前」下車 徒歩2分
- いわき支部：福島県いわき市平字八幡小路41　北緯37度3分32.7秒 東経140度53分0.4秒 / 北緯37.059083度 東経140.883444度
- 棚倉出張所：福島県東白川郡棚倉町大字棚倉字南町78-1  北緯37度1分33.6秒 東経140度23分17.8秒 / 北緯37.026000度 東経140.388278度
JR水郡線 磐城棚倉駅から徒歩20分
- 田島出張所：福島県南会津郡南会津町田島字後原甲3483-3  北緯37度11分59.8秒 東経139度46分25.5秒 / 北緯37.199944度 東経139.773750度

## 管轄
- 本庁
  - 福島市、二本松市、伊達市、伊達郡桑折町、国見町、川俣町、相馬郡飯舘村
- 相馬支部
  - 相馬市、南相馬市、相馬郡新地町
- 郡山支部
  - 郡山市、須賀川市、田村市、本宮市、岩瀬郡鏡石町、天栄村、田村郡三春町、小野町、安達郡大玉村
- 白河支部
  - 白河市、西白河郡西郷村、泉崎村、中島村、矢吹町、東白川郡棚倉町、矢祭町、塙町、鮫川村、石川郡石川町、玉川村、平田村、浅川町、古殿町
- 会津若松支部
  - 会津若松市、喜多方市、耶麻郡北塩原村、西会津町、磐梯町、猪苗代町、河沼郡会津坂下町、湯川村、柳津町、大沼郡三島町、金山町、昭和村 、会津美里町、南会津郡下郷町、檜枝岐村、只見町、南会津町
- いわき支部
  - いわき市、双葉郡広野町、楢葉町、富岡町、川内村、大熊町、双葉町、浪江町、葛尾村
- 棚倉出張所
  - 東白川郡、石川郡
- 田島出張所
  - 南会津郡

※ただし、相馬支部管内の合議事件・少年事件は本庁で、白河支部管内の合議事件は郡山支部でそれぞれ取り扱う。

## 歴代所長
- 及川憲夫 （2008年10月 - 2009年10月 依願退官）
- 本間榮一（2009年10月 - 2011年1月 水戸家庭裁判所長）
- 佐藤公美（2011年1月 - 2012年8月 定年退官）
- 浅香紀久雄（2012年8月 - 2014年2月 依願退官）
- 堀内明（2014年2月 - 2015年9月 定年退官）
- 川口正明（2015年9月28日 - 2016年11月18日 定年退官）